# Pladecompagniet
Pladecompagniet var et dansk pladeselskab. Det blev grundlagt i løbet af årsskiftet 1986/1987 af Jan Degner og Anne Linnet, efter at Degner forlod den danske afdeling af  CBS Records, som han var direktør for. I 1994 blev selskabet solgt til Sony Music Entertainment i Danmark.
Pladecompagniet udgav artister som Anne Linnet, tv·2, Johnny Madsen, Alberte Winding, Danser med Drenge, Kasper Winding, Østkyst Hustlers, C. V. Jørgensen, Dicte og Peter Belli